# Mästermyrkistan

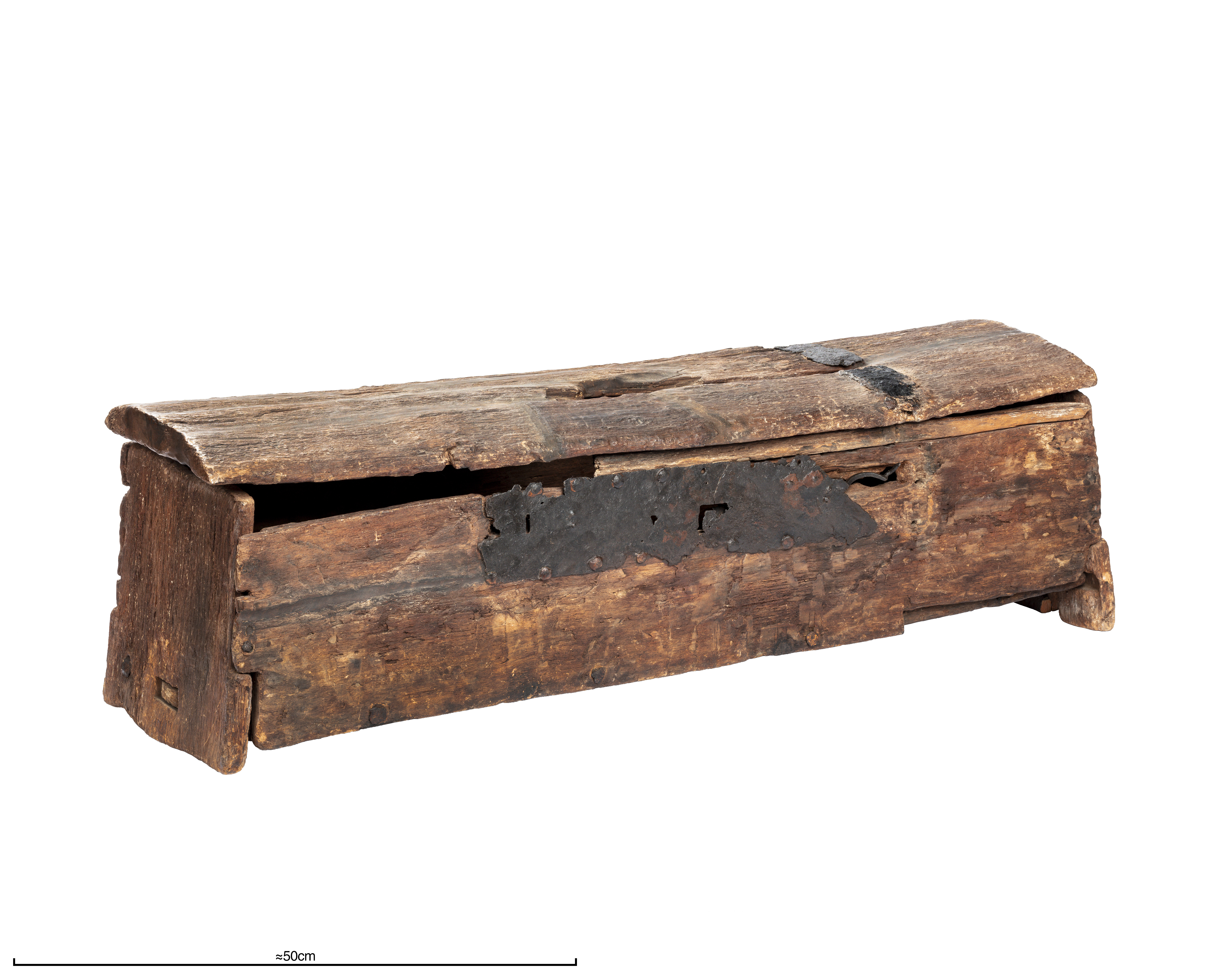
Verktygskistan

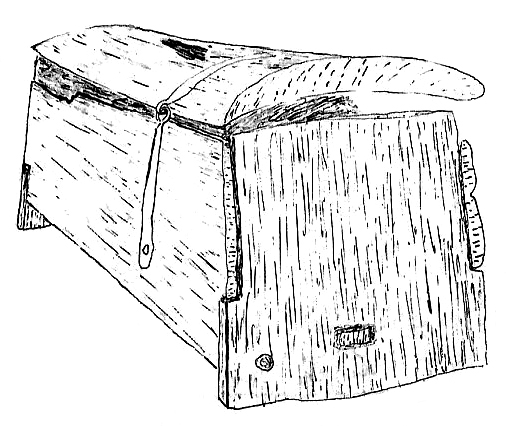
Teckning av Mästermyrskistan.

Mästermyrkistan är en vikingatida verktygskista som upptäcktes 1936 i  den före detta myren Mästermyr på Gotland.
Det var en träkista som påträffades när området för första gången plöjdes. Kistan ger genom det stora antalet verktyg en värdefull inblick i vikingatidens teknologi. Fyndet förvaltas av Historiska museet i Stockholm. 
Merparten av fyndet hade lagts ner i kistan, men det fanns också föremål runt kistan. Tre kittlar av brons, tre skällor av järn samt en blosskorg. Troligen har alltsammans gått till botten då en båt kapsejsade, eftersom myren på den tiden var en öppen sjö. 
Kistan är 90 centimeter lång respektive 30 centimeter hög, tillverkad av ek med låsanordning av järn. Den var nästan inte alls skadad av traktorns plog trots den våldsamma behandling den fick klara av. Locket är lite välvt, gjord av plankor, kistan i sig är spikad av fyra olika långa plankor med sinkade hörn och en låsanordning av järn.

## Verktyg i kistan

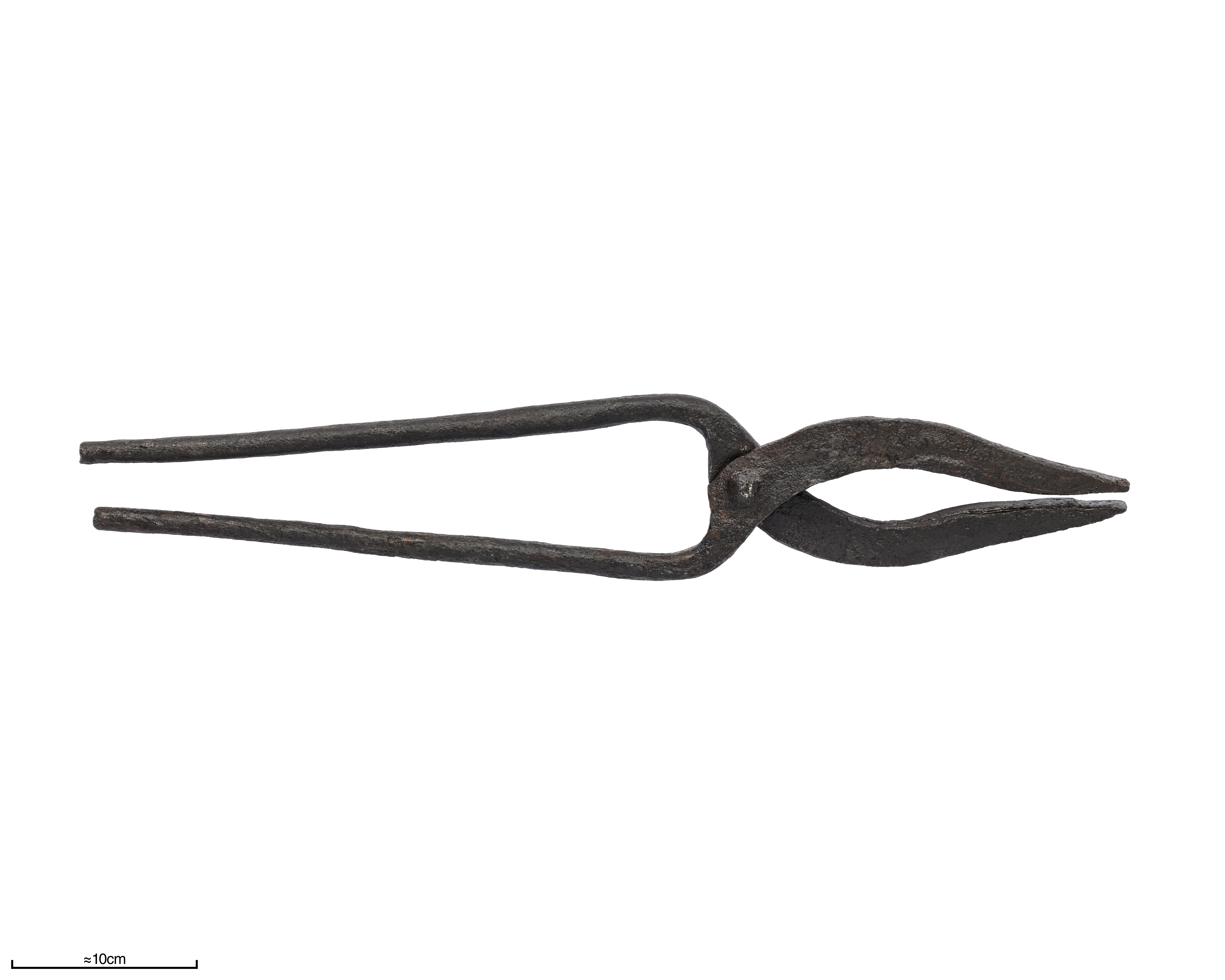
Tång från Vikingatiden
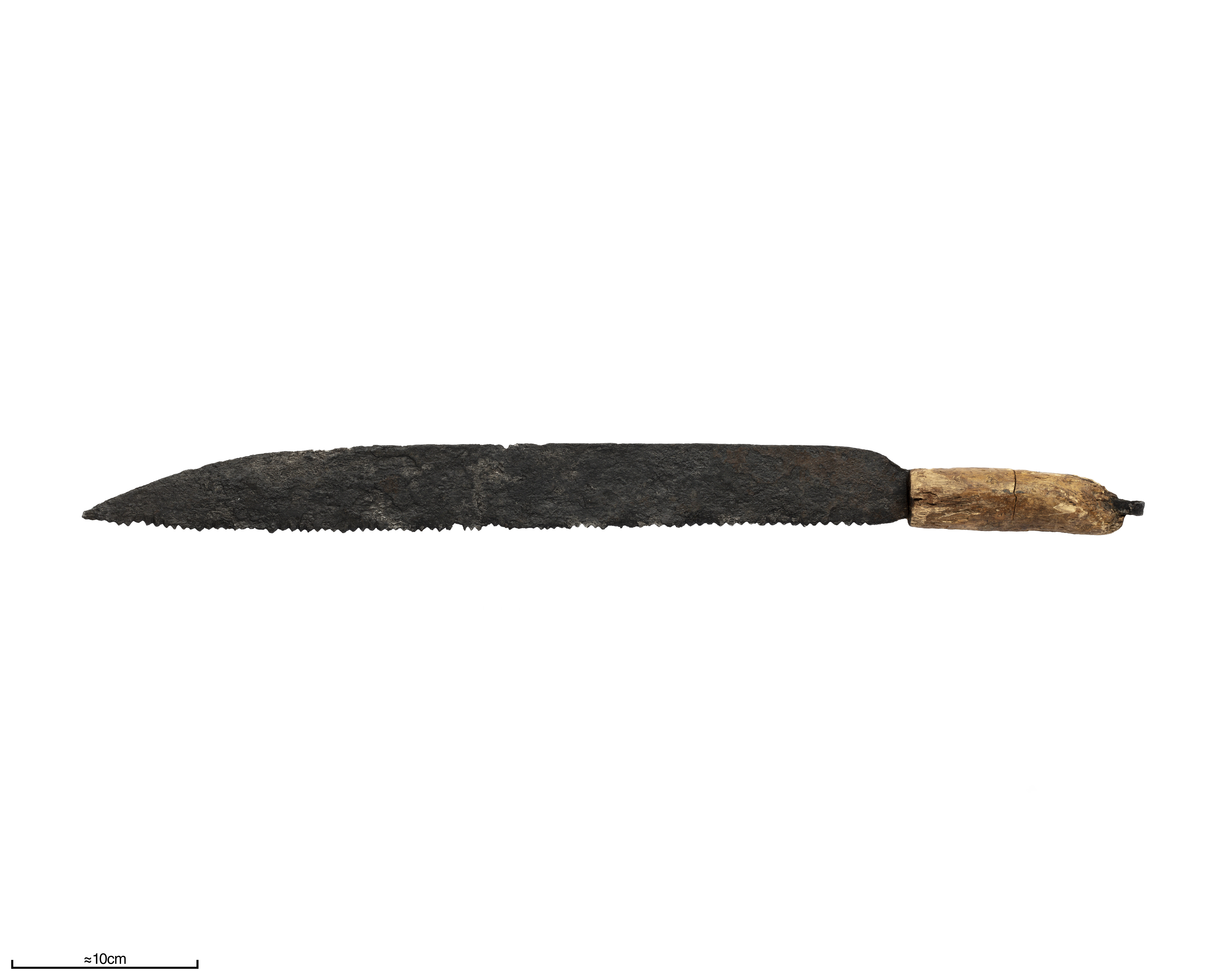
Fogsvans
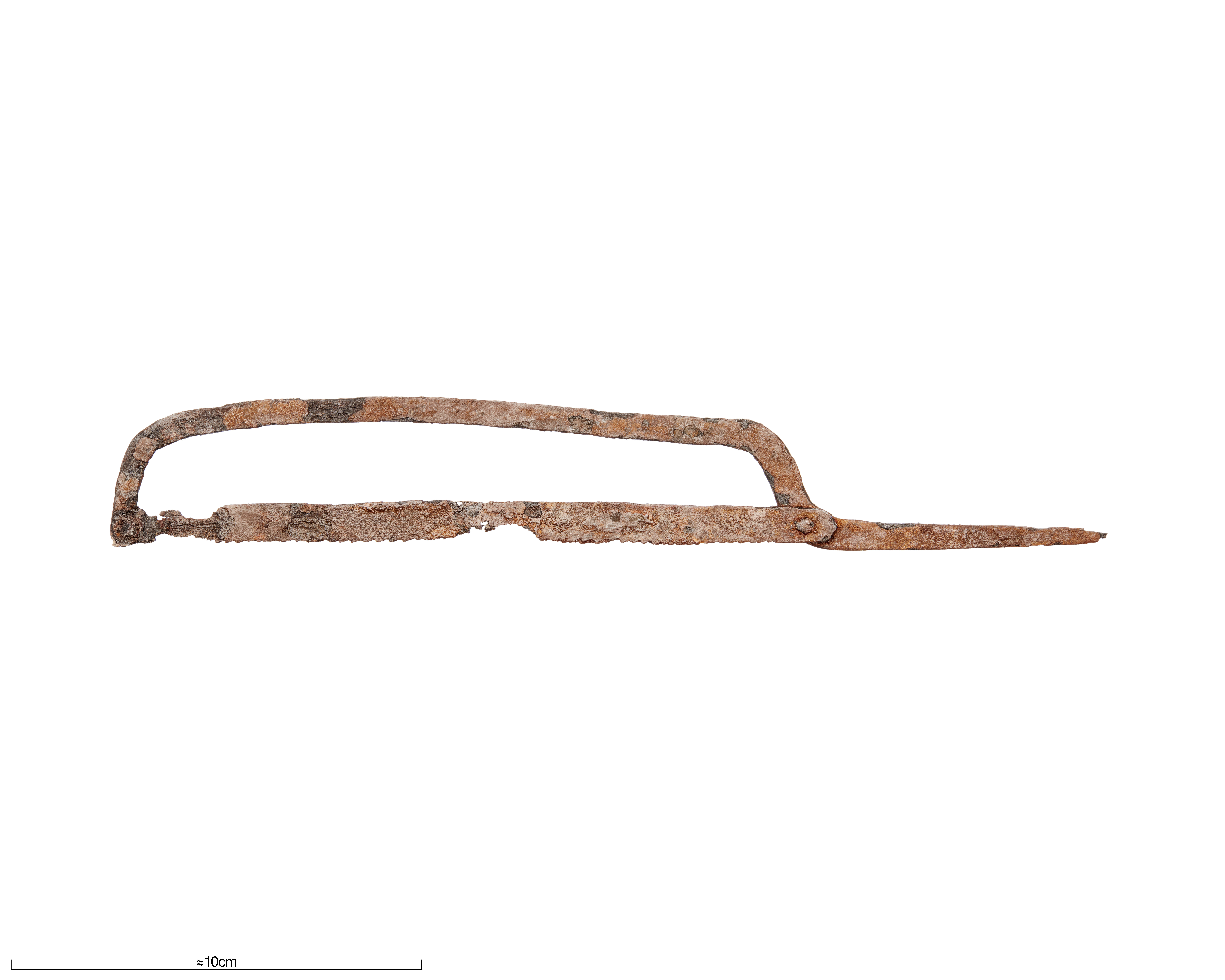
Bågsåg